# Salix chamissonis
Salix chamissonis — вид квіткових рослин із родини вербових (Salicaceae).

## Морфологічна характеристика
Рослина 0.3–1 дм заввишки, утворюють клони відводками. Гілки червоно-бурі, голі; гілочки жовто-зелені, голі. Листки на 5–13 мм ніжках; найбільша листкова пластина широко еліптична, субкругла чи зворотно-яйцювата, 9–26 × 3.8–7.5 мм; краї плоскі, щільно та помітно зубчасті чи шипасто-пилчасті; верхівка загострена, опукла, гостра чи округла; абаксіальна поверхня (низ) сиза, гола; адаксіальна — злегка блискуча, гола; молода пластинка гола чи зрідка довго-шовковиста абаксіально. Сережки: тичинкові 30–64 × 12–22 мм; маточкові (густо чи помірно густі квітками) 32–73 (до 105 у плодах) × 10–17 мм. Коробочка 5–7 мм. 2n = 114.

## Середовище проживання
Канада (Північно-Західна територія, Юкон) й США (Аляска), Далекий Схід. Населяє аркто-альпійську тундру, піщані береги озер, снігові покриви, скельні смуги або гравій, вологі просочувальні ділянки, осокові луки, вербово-карликові березово-сфагнові болота, вапнякові та сланцеві субстрати; 0–1500 метрів.